# Collotheca hexalobata
Collotheca hexalobata is een raderdiertjessoort uit de familie Collothecidae. De wetenschappelijke naam van deze soort is voor het eerst geldig gepubliceerd in 2002 door Banik.